# Vierumäki (Vantaa)
Pour les articles homonymes, voir Vierumäki.
Vierumäki  est un quartier du district de Korso à Vantaa en Finlande,.

## Présentation
Le quartier de Vierumäki est situé à la frontière de Tuusula, du côté nord-ouest de Lehmustontie, des deux côtés de Korsontie.
Les quartiers voisins de Vantaa sont Vallinoja au nord-est et Korso au sud-est,.
Vierumäki est principalement bâti de maisons individuelles.
L'école de Vierumäki est située dans le quartier de Korso.
En 2011, il a été signalé que Vierumäki était l'une des zones les plus calmes de la région de la capitale en raison du faible nombre de délits.